# Leerling
Een leerling of leerlinge is in het algemeen iemand die les volgt, bijvoorbeeld bij een onderwijzer of andere leermeester. Meer specifiek kan 'leerling' verwijzen naar bepaalde categorieën.
- In de tijd van de gilden was een leerling in opleiding bij een gildemeester met zijn gezellen om een beroep te leren
- en bij een leermeester om zich te bekwamen in de kunst.
- Soms verwijst het woord leerling specifiek naar mensen die tegelijk een beroepsopleiding volgen en een daarbij aansluitende betaalde baan hebben; zie ook Beroepsbegeleidende leerweg (voorheen leerlingwezen).
- Het woord pupil werd gebruikt voor een jonge leerling aan een middelbare school.
- De benaming scholier of scholiere[1] is synoniem van "schoolgaande" leerling(e). De term wordt ook in de sport gebruikt om een leeftijdscategorie (ca. 10 jaar) aan te duiden.
- Een student of studente is een oudere leerling(e), die studeert aan een universiteit of hogeschool; tegenwoordig worden ook leerlingen in het mbo soms 'student' genoemd, hoewel de meningen over deze verschuiving in woordgebruik verschillen.
- Een discipel is een volgeling en wordt vooral gebruikt voor de twaalf leerlingen van Jezus Christus.
- De eerste graad in de vrijmetselarij; zie Leerling (vrijmetselarij).

Scholieren in het voortgezet onderwijs worden in Nederland vertegenwoordigd door het Landelijk Aktie Komitee Scholieren (LAKS). In Vlaanderen organiseren ze zich in de Vlaamse Scholierenkoepel.